# Батлъбоаз
Батлъбоаз е защитена местност в България. Разположена е в землището на Батак.
Разположена е на площ 154 ha. Обявена е на 25 април 1984 г. с цел опазване на красива местност за отдих и туризъм. Попада в защитена зона Западни Родопи от Натура 2000 по директивата за птиците.
В защитената местност се забраняват:
- всякакво строителство, извън утвърденото по устройствените проекти;
- разкриването на кариери, извършването на минно-геоложки и други дейности, с които се нарушава естествения облик на защитените местности;
- ловуването.[1]

Разрешава се:
- събирането на семена от семенните бази и използване на сенокосните площи за добив на сено;
- в горите да се водят ландшафтни сечи с оглед запазване на характерния пейзаж.[1]